# Cozy Cole

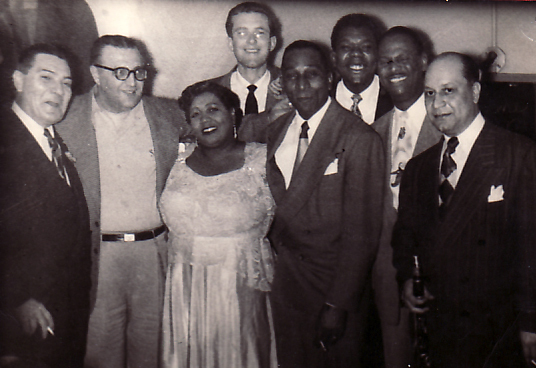
Da sinistra: Jack Teagarden, Sandy DeSantis, Velma Middleton, Fraser MacPherson, Cozy Cole, Arvell Shaw, Earl Hines, Barney Bigard al Palomar Supper Club, Vancouver, BC (17 marzo 1951)

Cozy Cole, nato William Randolph Cole (East Orange, 17 ottobre 1909 – Columbus, 9 gennaio 1981), è stato un batterista statunitense, che lavorò con Cab Calloway e Louis Armstrong, tra gli altri e diresse i suoi gruppi.

## Biografia
William Randolph Cole è nato a East Orange, New Jersey, Stati Uniti. Il suo primo lavoro musicale è stato con Wilbur Sweatman nel 1928. Nel 1930 suonò per i Red Hot Peppers di Jelly Roll Morton, registrando un primo assolo di batteria su "Load of Cole". Trascorse le stagioni 1931-33 con Blanche Calloway, 1933-34 con Benny Carter, 1935-36 con Willie Bryant, 1936-38 con la piccola combinazione di Stuff Smith e 1938-42 con Cab Calloway. Nel 1942 fu assunto dal direttore musicale della CBS Radio Raymond Scott, come parte della prima orchestra integrata della radio di rete. Dopo di che ha suonato con gli All Stars di Louis Armstrong.
Cole si è esibito con Louis Armstrong e i suoi All Stars con Velma Middleton come voce per il nono concerto Cavalcade of Jazz tenutosi al Wrigley Field di Los Angeles. Il concerto fu prodotto da Leon Hefflin, Sr. il 7 giugno 1953. Quel giorno erano presenti anche Roy Brown e la sua orchestra, Don Tosti e i suoi Mexican Jazzmen, Earl Bostic, Nat "King" Cole e Shorty Rogers e la sua orchestra.
Cole ha avuto successi con le canzoni "Topsy I" e "Topsy II". "Topsy II" ha raggiunto la posizione n. 3 nella Billboard Hot 100 e la n. 1 nella classifica R&B. Ha venduto oltre un milione di copie ed è stato premiato con un disco d'oro. Il brano ha raggiunto il n. 29 nella UK Singles Chart nel 1958. La registrazione conteneva un lungo assolo di batteria ed è stata una delle poche registrazioni di assolo di batteria a entrare nelle classifiche della rivista Billboard. Il singolo è stato pubblicato dalla Love Records, una piccola etichetta discografica di Brooklyn, New York. La canzone di Cole "Turvy II" raggiunse il numero 36 nel 1959.
Nel 1959 Cozy si esibì al Peacock Alley di Saint Louis con sua moglie Lee Parker che era un'intrattenitrice. Studiò danza con Katherine Dunham.
Cole è apparso in film legati alla musica, incluso un breve cameo in Don’t Knock the Rock. Durante gli anni 1960 e 1970 continuò ad esibirsi in una varietà di impostazioni a fianco di nomi come Jonah Jones, Stuff Smith, e Cab Calloway. Cole e Gene Krupa suonarono spesso al Metropole di New York negli anni cinquanta e sessanta.
Nel 1978, la Capital University di Columbus, assegnò a Cole la laurea honoris causa di Dottore in Arti Musicali. Cole è citato come un'influenza da molti batteristi rock contemporanei, tra cui Cozy Powell, che ha preso il suo soprannome "Cozy" da Cole. Nel 1981 morì di cancro a Columbus, Ohio.
Cole fu l'insegnante di Philly Joe Jones.

## Discografia

### Come leader
- Earl's Backroom and Cozy's Caravan (Felsted, 1958) – album condiviso con Earl Hines
- The Drummer Man with the Big Beat (King, 1959)
- Cozy Cole Hits! (Love, 1959)
- A Cozy Conception of Carmen (Charlie Parker, 1962)
- Hot and Cozy con Hot Lips Page (Continental, 1962)
- It's a Cozy World (Coral, 1964)
- It's a Rocking Thing! (Columbia, 1966)
- Concerto for Cozy (Savoy, 1975)
- Lionel Hampton Presents: Cozy Cole and Marty Napoleon (Who's Who in Jazz, 1977)
- Nice All Stars (Black and Blue, 1978)

### Come turnista
- Red Allen, Al Jazzbo Collins Jazz at the Metropole Cafe (Bethlehem, 1955)
- Red Allen, Ride, Red, Ride in Hi-Fi (RCA Victor, 1957)
- Red Allen, At Newport (Verve, 1957)
- Louis Armstrong, Satchmo On Stage (Decca, 1957)
- Cab Calloway, Hi De Ho Man (Columbia, 1974)
- Johnny Guarnieri, Tony Mottola, Bob Haggart, An Hour of Modern Piano Rhythms (Royale, 1959)
- Lionel Hampton, Who's Who in Jazz Presents: Lionel Hampton (Philips, 1977)
- Cass Harrison, Wrappin' It Up (MGM 1957)
- Earl Hines & Jonah Jones & Buddy Tate, Back On the Street (Chiaroscuro, 1972)
- Jonah Jones, Trumpet On Tour (Baronet, 1962)
- Wingy Manone, Wingy Manone Vol. 1 (RCA, 1969)
- Jimmy McPartland, Zutty Singleton, Miff Mole, Wild Bill Davison Dixieland at Carnegie Hall Forum (Circle, 1958)
- Jelly Roll Morton, Mr. Jelly Lord (RCA Victor, 1967)
- Sammy Price, Barrelhouse and Blues (Jazztone, 1955)
- Rex Stewart, Rex Stewart and the Ellingtonians (Riverside, 1960)

### Singoli
Da Music Database: Cozy Cole, su Radio Swiss Jazz
| Anno | Titoli (lato A, lato B)                               | Posizioni in classifica | Posizioni in classifica | Posizioni in classifica | Album                           |
| Anno | Titoli (lato A, lato B)                               | US                      | US R&B                  | UK                      | Album                           |
| ---- | ----------------------------------------------------- | ----------------------- | ----------------------- | ----------------------- | ------------------------------- |
| 1958 | "Topsy I"                                             | 27                      |                         | 29                      | Cozy Cole Hits!                 |
| 1958 | "Topsy II"                                            | 3                       | 1                       | 29                      | Cozy Cole Hits!                 |
| 1958 | "Caravan"—Parte 1 b/w Parte 2 Original version        |                         |                         |                         | Cozy's Caravan                  |
| 1958 | "Turvy II" b/w "Turvy I"                              | 36                      |                         |                         | Cozy Cole Hits!                 |
| 1958 | "St. Louis Blues" b/w "Father Cooperates"             |                         |                         |                         | Non-album tracks                |
| 1958 | "Caravan"—Parte 1 b/w Parte 2 Ri-registrazione        |                         |                         |                         | After Hours                     |
| 1958 | "Charleston" b/w "Late and Lazy"                      |                         |                         |                         | Cozy Cole Hits!                 |
| 1959 | "Bad" b/w "(Everything Is) Topsy-Turvy"               |                         |                         |                         | Cozy Cole Hits!                 |
| 1959 | "Blop-Up" b/w "Blop-Down"                             |                         |                         |                         | Cozy Cole                       |
| 1959 | ""D" Natural Rock" b/w "Strange"                      |                         |                         |                         | Cozy Cole                       |
| 1959 | "Soft" b/w "Melody Of A Dreamer"                      |                         |                         |                         | Cozy Cole                       |
| 1959 | "Stained Glass" b/w "D'Mitri"                         |                         |                         |                         | Cozy Cole                       |
| 1960 | "Ala Topsy 3" b/w "Ala Topsy 4"                       |                         |                         |                         | Tracce non contenute nell'album |
| 1960 | "Cozy's Mambo" b/w "Play Cozy Play"                   |                         |                         |                         | Tracce non contenute nell'album |
| 1960 | "Teen Age Ideas" b/w "Blockhead" (Non-album track)    |                         |                         |                         | Cozy Cole                       |
| 1960 | "Drum Fever" b/w "Bag Of Tricks"                      |                         |                         |                         | Tracce non contenute nell'album |
| 1960 | "Red Ball" b/w "Cozy's Corner"                        |                         |                         |                         | Tracce non contenute nell'album |
| 1960 | "Ha-Ha Cha-Cha" b/w "The Pogo Hop"                    |                         |                         |                         | Tracce non contenute nell'album |
| 1961 | "Bad" b/w "(Wow! Let's Rock That) Charleston"         |                         |                         |                         | Tracce non contenute nell'album |
| 1962 | "Cozy's Groove"—Part 1 b/w Part 2                     |                         |                         |                         | Tracce non contenute nell'album |
| 1962 | "Big Noise From Winnetka"—Parte 1 b/w Parte 2         | 121                     |                         |                         | It's A Cozy World               |
| 1963 | "Cozy and Bossa" b/w "Big Boss"                       |                         |                         |                         | Tracce non contenute nell'album |
| 1963 | "Indian Love Call"—Parte 1 b/w Parte 2                |                         |                         |                         | It's A Cozy World               |
| 1963 | "Rockin' Drummer" b/w "Sing Sing Sing (With A Swing)" |                         |                         |                         | It's A Cozy World               |
| 1964 | "Topsy"—Parte 1 b/w Parte 2 Re-recordings             |                         |                         |                         | It's A Cozy World               |
| 1964 | "North Beach" b/w "A Cozy Beat"                       |                         |                         |                         | It's A Cozy World               |
| 1966 | "Whole Lotta Shakin' Goin' On" b/w "Watch It"         |                         |                         |                         | It's A Rocking Thing!           |

## Galleria d'immagini

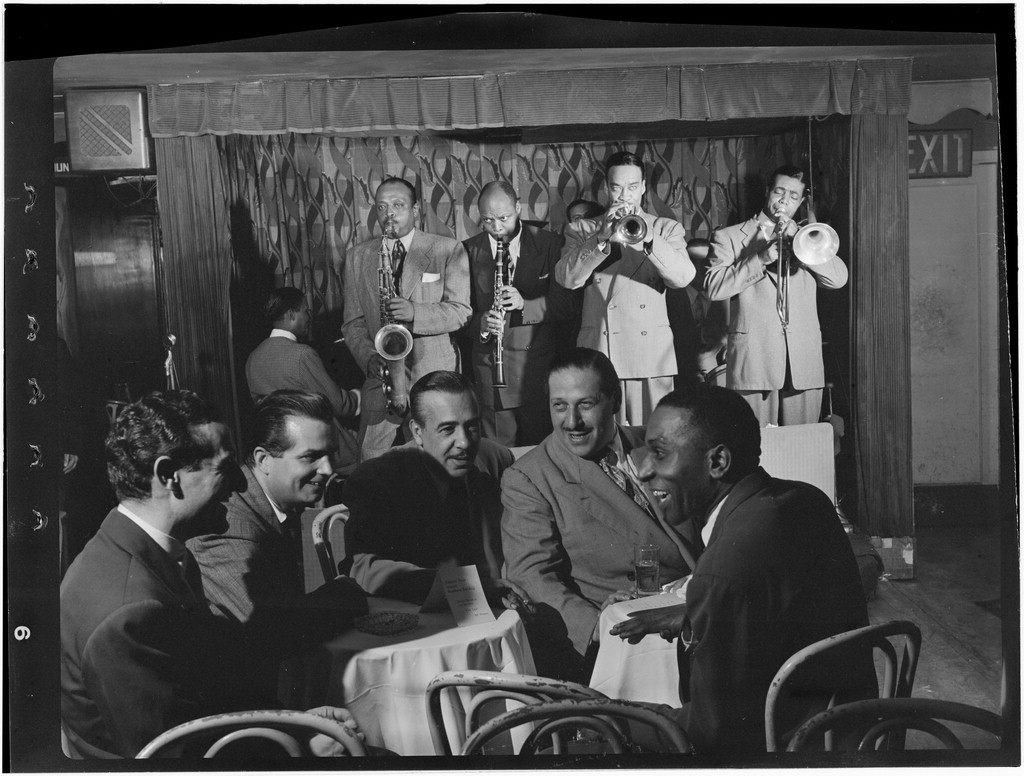
Ritratto di Ben Webster, Eddie (Emmanuel) Barefield, Buck Clayton, Benny Morton, Joe Marsala e Cozy Cole, Famous Door, New York, ottobre 1947 circa
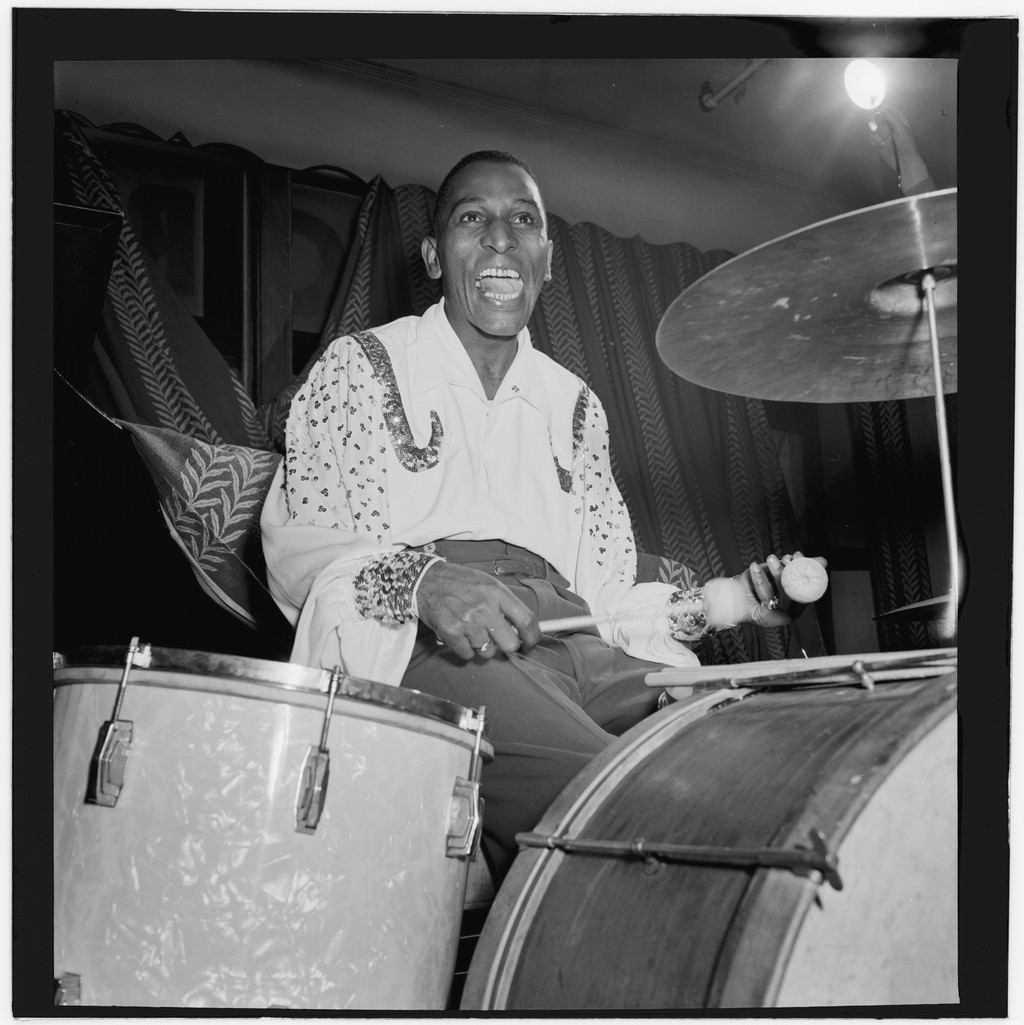
Ritratto di Cosy Cole, New York, ca. settembre 1946
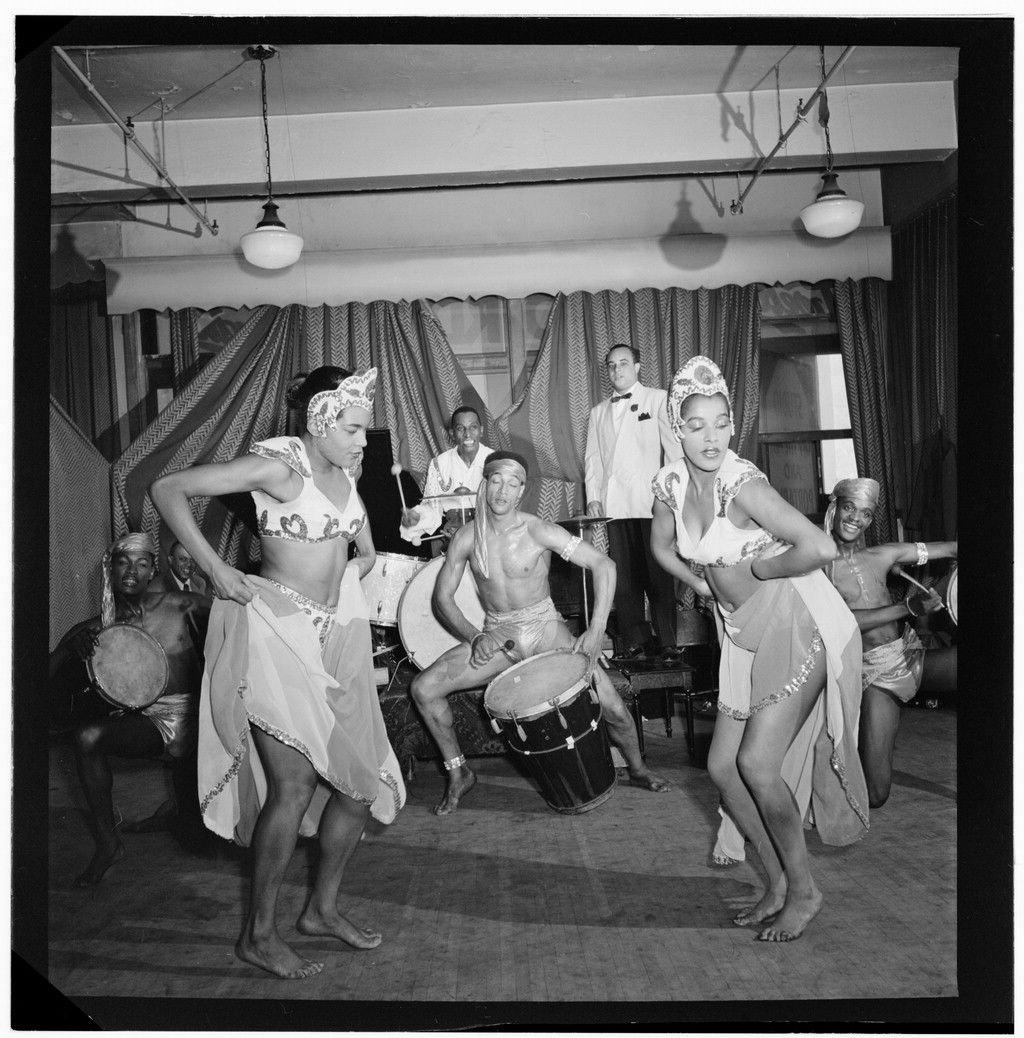
Cozy Cole, musicisti Jazz, 1940-1950. Batteristi (musicisti), 1940-1950. Ballerine, 1940-1950.
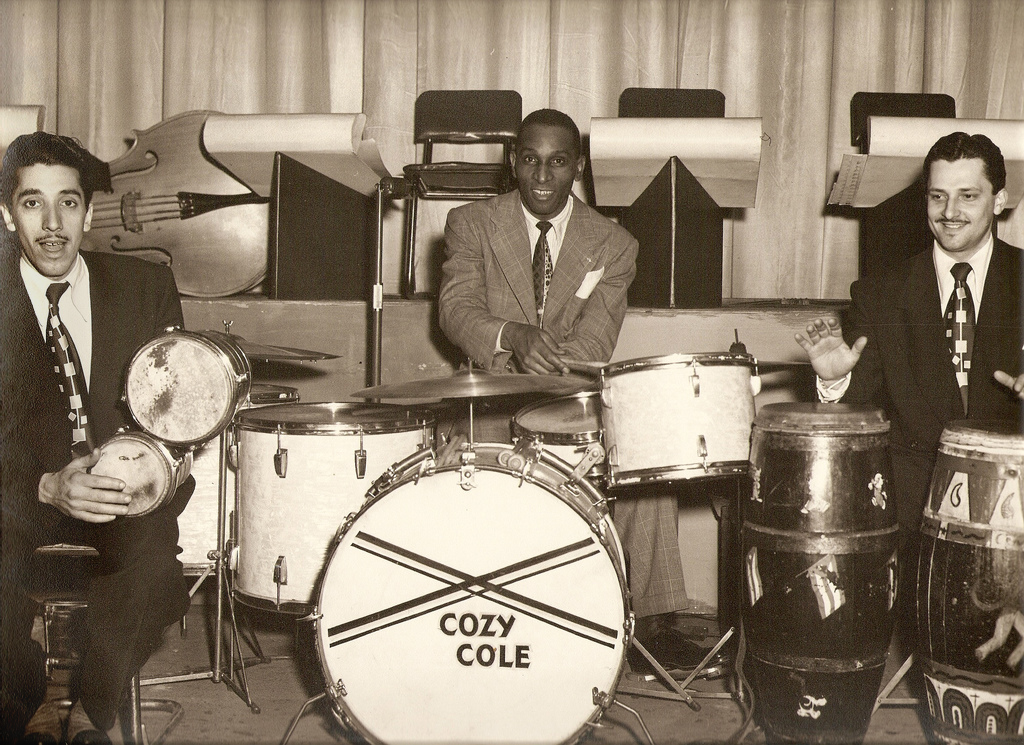
Cozy Cole
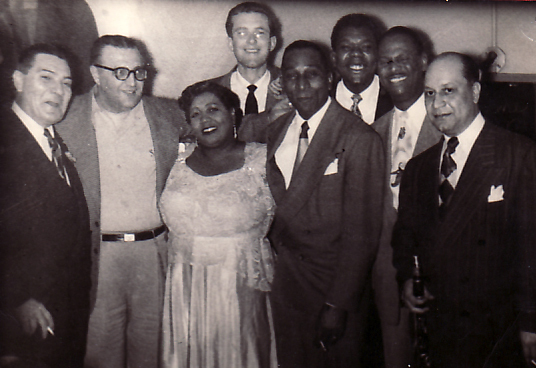
Da sinistra: Jack Teagarden, Sandy DeSantis, Velma Middleton, Fraser MacPherson, Cozy Cole, Arvell Shaw, Earl Hines, Barney Bigard al Palomar Supper Club, Vancouver, BC (17 marzo 1951)